# Кайтанак (село)
Кайтанак (рос. Кайтанак) — село Усть-Коксинського району, Республіка Алтай Росії. Входить до складу Огньовського сільського поселення.
Населення — 349 осіб (2015 рік).